# Arkona (polská hudební skupina)
Arkona je polská pagan/black metalová kapela založená v roce 1993 ve městě Perzów.
První demo se jmenuje The Unholy War a bylo nahráno ještě když kapela neměla název. Debutové studiové album s názvem Imperium vyšlo v roce 1996.

## Diskografie
Dema
- The Unholy War
- An Eternal Curse of the Pagan Godz (1994)[1]
- Bogowie zapomnienia (1994)

Studiová alba
- Imperium (1996)
- Zeta Reticuli: A Tale About Hatred and Total Enslavement (2001)
- Nocturnal Arkonian Hordes (2002)
- Konstelacja lodu (2003)
- Chaos.Ice.Fire (2013)
- Lunaris (2016)

Kompilační alba
- Raw Years 1993-95 (2005)
- Wszechzlodowacenie (2008)

Živá alba
- Two Decades: Live in Wrocław (2015)

Split nahrávky
- Zrodzony z ognia i lodu / Mankind's Funeral (2004) - společně s kapelou Szron
- Holokaust zniewolonych mas / Diabolus Perfectus / Raise the Blasphemer (2005) - 3-way split společně s kapelami Besatt a Thirst
- W szponach wojennej bestii (2006) - společně s kapelou Moontower
- Jesienne krakowskie zgliszcza (2013) - společně s kapelou Aragon
- Arkona / Illness (2014) - společně s kapelou Ilness